# Гуантанамера
Гуантанамера (ісп. Guantanamera — дівчина з Гуантанамо) — одна з найвідоміших кубинських патріотичних пісень, заснована на першому вірші найпершої поеми, написаної в 19 столітті кубинським поетом і письменником, борцем за визволення Куби з-під влади Іспанії Хосе Марті, вперше опублікованої в його збірці «Прості вірші» («Versos Sencillos»).
Вважається, що музику написав Хосе Фернандес Діас («Хосеїто») в 1929 році (точна дата невідома). Він же написав повний варіант пісні.
З огляду на повагу кубинців до Марті, можна сказати, що пісня стала ледь не неофіційним гімном Куби. Існують численні варіанти й переспіви цієї популярної пісні.

## Сюжет пісні
В тексті пісні розповідається про жінку з Гуантанамо, з якою в героя були романтичні відносини і яка зрештою покинула його. Є думка, що цим героєм був сам Фернандес.
Історія приспіву «Гуантанамера … / Гуахіра Гуантанамера …» приблизно така. Гарсія з друзями стояли в підворітті. Мимо пройшла дівчина (з Гуантанамо) і хлопці зробили їй незвичайний комплімент (по-іспанськи — «піропо»). Дівчина відповіла досить жорстко, образилася й пішла. Збентежений Гарсія думав про її реакцію, поки його друзі над ним жартували. Пізніше, повернувшись додому, він сів за піаніно й разом із друзями написав цей рефрен.
«Гуахіра» — кубинський ритм, названий так за назвою селян Куби. «Гуахіра Гуантанамера» може означати «Селянська дівчина з Гуантанамо» або «Ритм Гуахіра з Гуантанамо». Тобто, тут гра слів. Хор може співати про пісню або про її ритм, або про дівчину (що більш імовірно).